# Hamilton Lavity Stoutt
Hamilton Lavity Stoutt (7 mars 1929-14 mai 1995) est un homme politique, chef du gouvernement des îles Vierges britanniques à trois reprises entre 1967 et 1995 et membre du Conseil législatif de 1957 sa mort.

## Historique
Hamilton Lavity Stoutt est né le 7 mars 1929 à Long Bay sur l'île de Tortola, il est le huitième enfant de ses parents. En 1943, il devient l'un des premiers élèves de la nouvelle école secondaire des Îles Vierges britanniques. Il quitte cependant l'école assez tôt pour étudier la construction de maisons et de bateaux. Il travaille ensuite pendant quinze ans dans le domaine de la vente en gros et en détail. Il est aussi un méthodiste pratiquant, prédicateur dans sa Église et superintendant de l'école du dimanche.
En 1957, il est élu pour la première fois à l'Assemblée législative des Îles Vierges britanniques, il le sera à onze reprise jusqu'à sa mort, faisant de lui le plus ancien parlementaire de son époque dans les Antilles anglophones. au sein de l'Assemblée, il s'impose peu à peu comme une des voix demandant davantage de responsabilité pour les Îles Vierges, cette demande s'amplifie avec la dissolution des Îles-sous-le-Vent britanniques et l'autonomie des Îles Vierges en 1960. En 1967, une nouvelle constitution est accordée aux Îles Vierges britanniques avec un gouvernement autonome. Hamilton Lavity Stoutt qui vient d'être réélu et a fondé le Parti Uni est alors nommé Ministre en chef des Îles Vierges Britanniques. 
Des difficultés internes au parti Uni font que Hamilton Lavity Stoutt et Terrance Lettsome décident de le quitter pour former le parti des Îles Vierges en 1971, peu avant les élections de cette année. Lors de ces élections, c'est le parti démocratique des Îles Vierges qui arrive en tête, Willard Wheatley qui se présentait comme indépendant devient alors Ministre en chef à la tête d'une coalition composée du Parti Uni et du parti démocratique des Îles Vierges, et H. Lavity Stoutt devient le Leader of the Opposition. Lors des élections de 1975, le parti des Îles Vierges redevient le premier parti de l'Archipel, mais la coalition menée par Willard Wheatley est reconduite et H. Lavity Stoutt reste à la tête de l'opposition.
En 1979, le parti des Îles Vierges obtient le groupe le plus important à l'assemblée législative avec quatre élus sur neuf. Hamilton Lavity Stoutt devient alors Chief Minister pour la seconde fois. En 1982, son gouvernement doit affronter une chute de l'économie à la suite de la révocation unilatérale par les États-Unis de la convention fiscale liant les deux pays, qui avait permis un important développement de l’industrie financière off shore. 
Lors des élections de 1983, le parti des Îles Vierges conserve ses quatre députés, mais le parti Uni en remporte autant, le seul élu indépendant, Cyril Romney s'allie alors avec le parti Uni et devient Chief Minister, Hamilton Lavity Stoutt redevient le Leader of the Opposition.
Les élections de 1986 voient une nouvelle victoire du parti des Îles Vierges qui remporte cinq élus sur onze, cette majorité relative et l'incapacité des autres élus à s'unir permettent à Hamilton Lavity Stoutt de redevenir pour la troisième fois Chief Minister des Îles Vierges. Il remporte à nouveau les élections en 1990 en gagnant même un élu. Durant ce mandat, il s'oppose fortement à une révision du mode d'élection imposé par le Gouvernement Major mais cela ne l'empêche par de remporter les élections de 1995 en gardant ses élus et alors même que le nombre d'élus passait de onze à quinze. 
Hamilton Lavity Stoutt meurt le 14 mai 1995 quelques semaines après avoir été reconduit comme Chief Minister des Îles Vierges pour la cinquième fois.